# Helmstedter Straße 12 (Magdeburg)

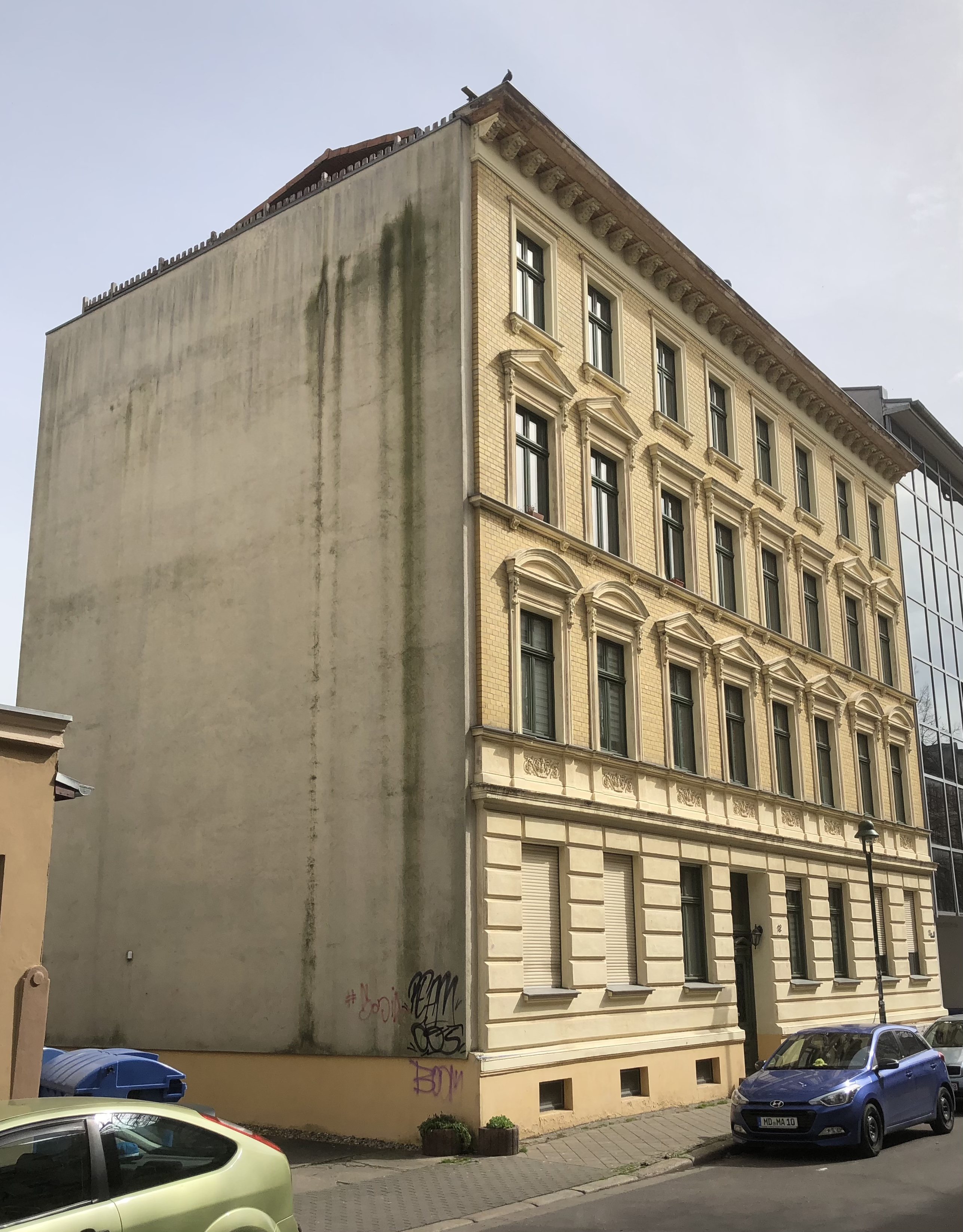
Haus Helmstedter Straße 12 im Jahr 2022

Helmstedter Straße 12 ist ein denkmalgeschütztes Wohnhaus im Magdeburger Stadtteil Sudenburg in Sachsen-Anhalt.

## Lage
Das Gebäude befindet sich auf der Ostseite der Helmstedter Straße und gehört auch zum Denkmalbereich Helmstedter Straße 5–13, 53–55, 57–61. Südlich grenzt das gleichfalls denkmalgeschützte Haus Helmstedter Straße 11 an. Etwas nördlich befindet sich die Helmstedter Straße 13.

## Architektur und Geschichte
Das viergeschossige Gebäude entstand in der Zeit um 1870/1880. Die achtachsige Fassade ist im Stil der Neorenaissance gestaltet. Am Erdgeschoss des Ziegelhauses befindet sich eine Rustizierung. Am ersten und zweiten Obergeschoss sind die Fensterverdachungen zum Teil als Dreiecksgiebel, zum Teil als Segmentbögen ausgeführt. Das Dach kragt deutlich vor und ruht auf Konsolsteinen.
Im örtlichen Denkmalverzeichnis ist das Wohnhaus unter der Erfassungsnummer 094 82048 als Baudenkmal verzeichnet.
Das Gebäude gilt als Bestandteil der gründerzeitlichen Straßenbebauung als städtebaulich und stadtgeschichtlich bedeutend.